# Université Full Sail
Pour les articles homonymes, voir Full et Sail.
L'université Full Sail (en anglais : Full Sail University) est une université américaine à but lucratif installée à Winter Park, en Floride.

## Historique
Fondée à Dayton, dans l'Ohio en 1979 sous le nom de Full Sail Recording Workshop, elle s'est installée en Floride l'année suivante.
Spécialisée dans le cinéma et l'audiovisuel, elle accueille les enregistrements de WWE NXT, l'une des émissions de la World Wrestling Entertainment.

## Personnalités liées

### Anciens étudiants
- Darren Lynn Bousman
- Kaká
- Bre-Z
- Trayvon Bromell
- Collie Buddz
- Steven C. Miller
- Gary A. Rizzo
- Steven C. Miller
- Adam Wingard
- Alex Vincent
- Corey Beaulieu